# Iliouchine Il-2
Pour les articles homonymes, voir IL-2.
L'Iliouchine Il-2 Chtourmovik (ou Šturmovik, en russe : Ильюшин ИЛ-2 Штурмовик) était l'un des meilleurs avions d'attaque au sol de la Seconde Guerre mondiale et il fut produit par l'URSS en grande quantité : plus de 36 163 exemplaires, ce qui constitue le record absolu de production pour un appareil militaire. Il fut surnommé « le Bossu » par les Soviétiques et « la Mort noire » par les Allemands.

## Conception
Le lancement de l'Iliouchine Il-2 est le résultat d'une des rares expériences que l'URSS eût retirées de la guerre d'Espagne. En mars 1937, lors de la bataille de Guadalajara, des chasseurs et les bombardiers pilotés par des Soviétiques contribuèrent à la victoire des Républicains en détruisant des centaines de véhicules de deux divisions italiennes engagées, et en bloquant leurs mouvements, démontrant l'utilité d'un avion spécialisé pour l'attaque au sol.
L'Il-2 répondait à un cahier des charges des VVS (armée de l'air soviétique) portant sur un appareil blindé spécialisé dans l'attaque au sol et pour lequel il concourait face au Su-6, créé par son éternel rival Soukhoï qui le poursuivra tout au long de sa carrière.
Il fut conçu à l'origine par Sergueï Iliouchine et son équipe au Bureau central de conception (OKB), en 1938 comme un avion biplace avec des blindages protégeant l'équipage, le moteur, les radiateurs et le réservoir, ce qui en faisait un véritable char d'assaut volant. Le premier prototype TsKB-55 effectua son premier vol le 30 décembre 1939. Cependant, il fut rejeté en faveur d'une version plus légère, monoplace, qui vola pour la première fois le 12 octobre 1940.
Cette version fut alors nommée officiellement Il-2 et sa production à grande échelle commença début 1941, les premières livraisons arrivant en mai, juste à temps pour l'invasion allemande. Elle connut de nombreuses modifications telles qu'un changement du système de visée (viseur PBP remplacé par un dispositif de visée faisant appel à des repères fixes et plus rudimentaire en raison de l'attribution prioritaire des PBP aux appareils de chasse), des modifications des canons (canons ShVAK de 20 mm remplacés par des canons Volkov-Yartsev VYa-23 (en) de 23 mm), des carénages de ces canons, du renforcement de la structure du fuselage et de la réduction du nombre de roquettes embarquables du fait de la forte traînée de leurs rails de lancement. Cette utilisation de roquettes air-sol fut initiée en 1937 par le Polikarpov I-16-10.

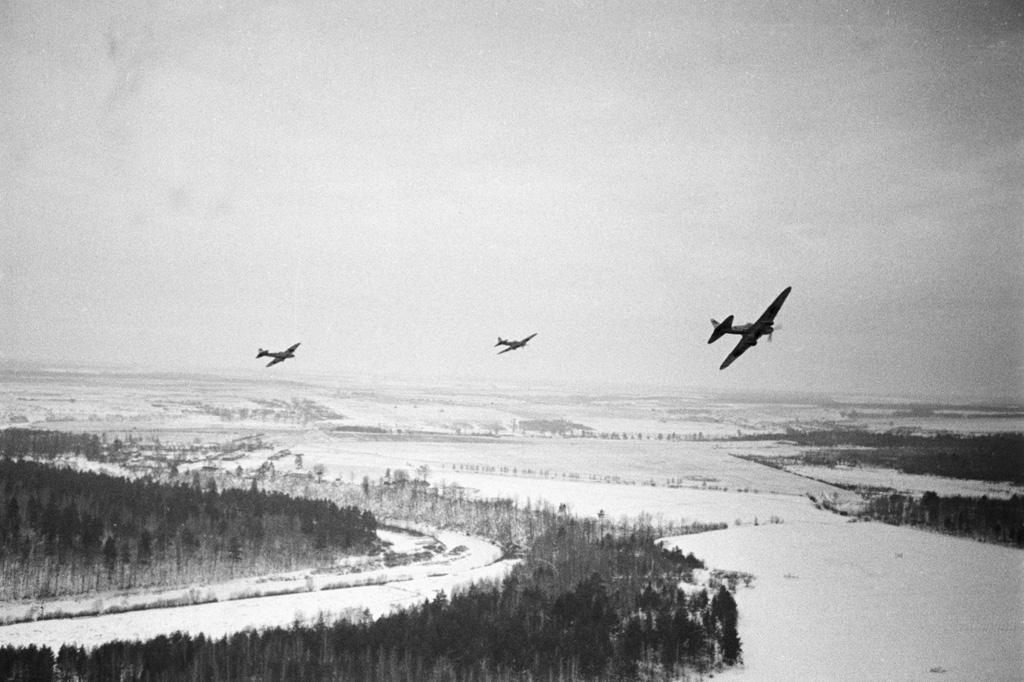
Il-2 près de Moscou
Photo Samaryi Guraryi (1941)

L'Il-2 se montra redoutable contre les transports et les blindés allemands, mais il était lui-même vulnérable aux attaques de chasseurs. Ainsi, certaines unités improvisèrent des Il-2 biplaces à partir de cellules d'Il-2 monoplaces, avec un mitrailleur en extérieur manipulant un couple de mitrailleuses DA de calibre 7,62 mm.
En février 1942, Staline revint sur son ordre de produire l'Il-2 sous forme monoplace et la variante biplace créée par Iliouchine fut officiellement adoptée.
La version biplace fut appelée Il-2M et différait de la version monoplace par l'addition d'un mitrailleur arrière doté d'une mitrailleuse UBT de 12,7 mm sous une verrière rallongée (la verrière du mitrailleur arrière fut très souvent retirée en opération afin d'augmenter le champ de tir de la mitrailleuse).
De même, afin de protéger la sphère arrière basse de l'appareil des chasseurs ennemis, les Il-2M furent dotés d'un lance-grenade DAG-5 puis DAG-10 chargés de respectivement 5 et 10 grenades explosives largables dans le sillage de l'avion. Cette version modifiée commença à apparaître en septembre 1942 et les versions monoplaces furent parfois par la suite ainsi modifiées. Les changements plus tardifs furent, entre autres, l'aérodynamique revue de l'appareil, la verrière, et les équipements radio, ces deux derniers éléments étant plusieurs fois modifiés. Mais pendant la guerre, les métaux stratégiques commencèrent à manquer, ce qui nécessita l'utilisation d'une structure en bois et toile pour les ailes au lieu de l'alliage d'aluminium si précieux. Du fait du poids plus important d'une structure en bois et toile par rapport à une aile en alliage métallique, la maniabilité de l'appareil s'en trouva affectée.
Plus tard, ce métal étant de nouveau disponible en quantité suffisante, on reprit la fabrication de l'Il-2 entièrement en métal que l'on produisit sous plusieurs versions dont une avec une augmentation de la capacité des réservoirs.

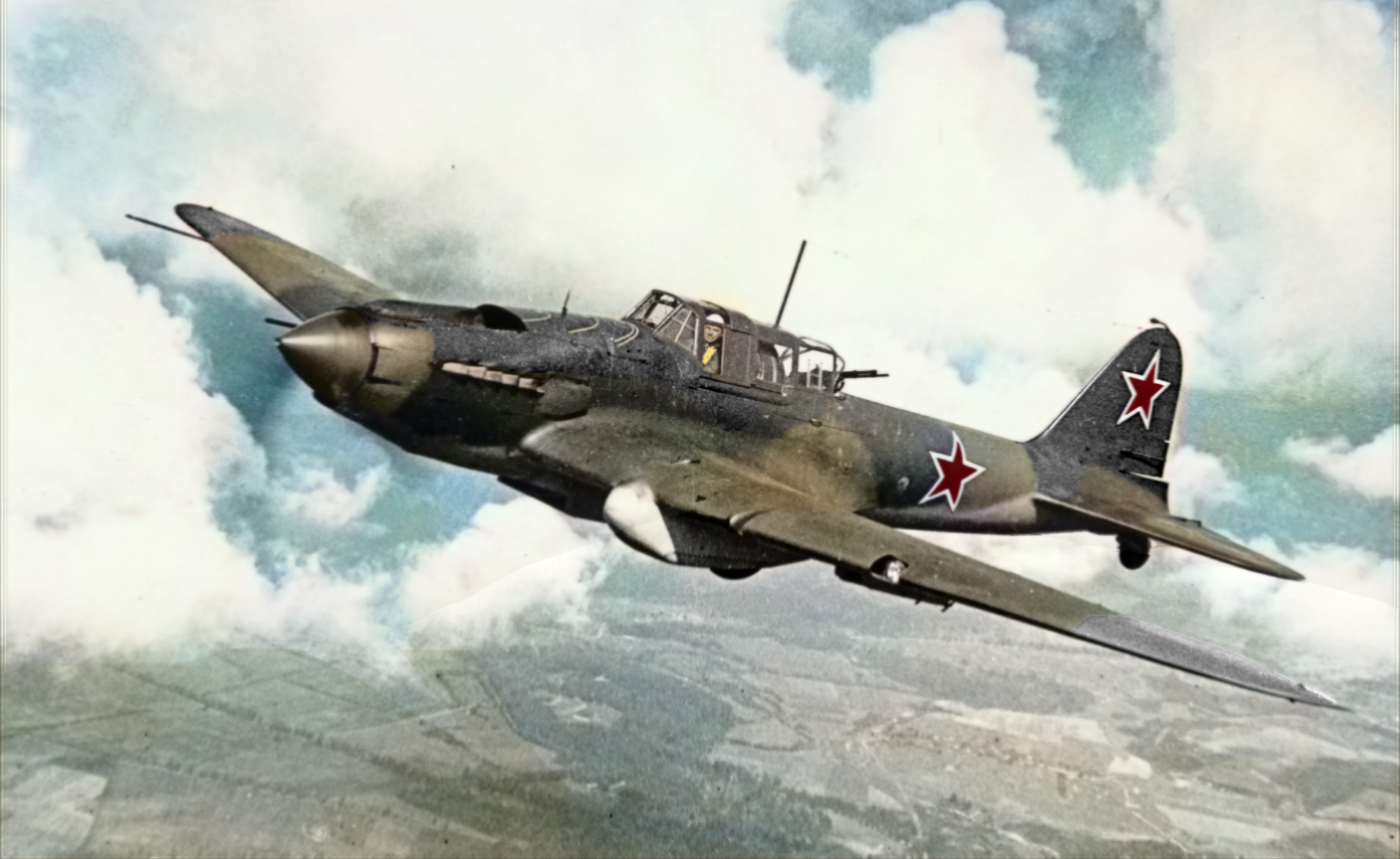
Le prototype du Il-2M3 piloté par Vladimir Kokkinaki en septembre-octobre 1943.

En 1943, le Il-2 Type 3 ou Il-2M3 sortit des usines avec des ailes redessinées au dièdre positif plus accentué, équipé d'une nouvelle antenne radio, d'une nouvelle verrière protégeant davantage le mitrailleur arrière et doté d'un moteur AM38F plus puissant. Les performances et la maniabilité s'en trouvèrent bien améliorées et le Type 3 devint la version la plus fabriquée de l'Il-2.
Quelle que soit la version, le Il-2 restait tout de même un appareil vulnérable. En effet, que ce soit la version monoplace d'origine ou les versions biplaces tardives, ces appareils restèrent des cibles de choix pour la chasse et la DCA allemande, tout en étant confiés dans les moments les plus critiques à des pilotes inexpérimentés. Ainsi, si l'Il-2 fut l'appareil soviétique le plus produit de la Seconde Guerre mondiale, il fut aussi celui dont le taux d'attrition était le plus élevé.
Les mitrailleurs des versions biplaces n'étaient pas insérés dans le berceau blindé de l'appareil, devenant de ce fait les premières cibles des chasseurs allemands, tandis que les ailes et fuselages en bois étaient sensibles aux obus explosifs des canons de 20 et 30 mm utilisés par les appareils de la Luftwaffe.
L'Il-2 fut également essayé dans différents rôles :
- Il-2I de chasse lourde, monoplace blindé destiné à s'en prendre aux bombardiers allemands. Lent et vulnérable à la chasse, il fut abandonné après quelques essais opérationnels.
- Il-2T, biplace dérivé de l'Il-2 type 3 destiné à embarquer une torpille et dont on avait retiré les canons tirant en chasse. Petite série construite pour l'aéronavale soviétique.
- Il-2RK, biplace de reconnaissance dérivé de l'Il-2 type 3 dont la mitrailleuse arrière avait cédé la place à un appareil photographique.
- Il-2M37, biplace dérivé de l'Il-2M dont les canons VYa avaient été retirés et deux nacelles portant chacune un canon Chpitalny Ch37 de 37 mm fixées sous les ailes. Essais non concluants du fait de la taille et du manque d'aérodynamisme des nacelles engendrant une forte traînée et un surpoids de l'appareil, réduisant considérablement sa vitesse, ainsi qu'en raison des vibrations lors des phases de tir qui endommageaient la structure des ailes.
- Il-2 type3M: biplace dérivé de l'Il-2 type3 dont les canons VYa avaient été retirés et deux nacelles portant chacune un canon Nioudelman Souranov NS37 (en) de 37 mm fixées sous les ailes. Les essais de cette version à canons NS37 (moins encombrants et pénalisants pour les qualités de vol de l'appareil que les nacelles Ch37) furent réalisés avec succès, entraînant la construction de cette version en série.

Après la guerre, l'Il-2 servit dans différents pays de l'Europe de l'Est (voire dans le Bloc de l’Est) pendant quelques années et plus particulièrement en Pologne et en Tchécoslovaquie (ce pays reçut l'autorisation de le fabriquer sous licence). On[Qui ?] peut considérer le Soukhoï Su-25 comme son descendant direct.

## Engagement
Ce fut sans doute l'avion militaire le plus construit de tous les temps : 36 163 exemplaires de 1939 à 1950 dont une partie dans l'usine Progress de Samara. Son rôle déterminant dans la défense de l’Union soviétique faisait dire à Staline que « l'Il-2 était aussi important pour l’Armée rouge que l’air qu'elle respire et le pain qu'elle mange ! ».
Parmi les missions de l'Escadron de chasse 2/30 Normandie-Niemen figurent les protections en accompagnement de ces redoutables chars d'assaut volants. L'engagement a été important lors de la bataille de Koursk-Orel contre les avions allemands.
Il servit aussi durant la guerre de Corée.

## Variantes
- Il-2 monoplace
- Il-2 monoplace modifié en unité pour accueillir un mitrailleur de queue
- Il-2M (ou Il-2 Type2): première série biplace
- Il-2 Type 3: ailes modifiées et nouveau moteur AM38F
- Il-2T : dérivé de l'Il-2 Type3 destiné au torpillage
- Il-2I : chasseur lourd dérivé de l'Il-2 monoplace
- Il-2M82 : Biplace équipé d'un moteur en étoile ASh-82 à la place du moteur en ligne AM38. Un prototype réalisé et essayé sans succès, entraînant l'abandon du programme.

L'Il-2 n'évolua pas selon ces seules grandes variantes, seules à recevoir des dénominations les distinguant. Comme il était courant dans l'industrie aéronautique de guerre soviétique, les très nombreuses petites modifications apportées à l'Il-2 furent incorporées progressivement en cours de fabrication sans changement de dénomination et sans que les chaînes de montage aient à s'arrêter (conformément aux ordres de Staline qui n'acceptait que rarement les modifications entraînant une interruption même momentanée des chaînes de montage, ce qui fait qu'on ne put fréquemment pas distinguer les différentes « séries »). Ainsi, un Il-2 monoplace de fin de production se révèle très différent d'un monoplace de début de production, tout en n'ayant aucune différenciation nominale.

## Les pilotes
Parmi les pilotes qui acquirent une notoriété en volant sur un Il-2, on trouve une femme, le lieutenant Anna Yegorova. Elle compta 260 missions. Elle fut décorée trois fois dont une fois à titre posthume, car présumée décédée après que son avion eut été abattu. En fait, elle survécut, internée dans un camp de prisonniers de guerre allemand.
Le lieutenant Ivan Grigorievitch Dratchenko fut l’un des seuls pilotes à avoir reçu la distinction de Héros de l'Union soviétique et les trois classes de l’Ordre de la Gloire. Begueldinov, Mylnikov, Alekseïenko et Gareïev reçurent chacun deux médailles de l'étoile d'or de Héros de l'Union soviétique. Gareev obtint les siennes le même jour.
Le héros de l'Union soviétique T. Kouznetsov, quant à lui, s'écrasa avec son Il-2 en 1942 en revenant d’une mission de reconnaissance. Il réussit à s’extraire de la carlingue et se cacha à proximité. Un Messerschmitt Bf 109 se posa près du site du crash et son pilote commença à fouiller dans les débris pour récupérer un « souvenir ». Alors que le pilote allemand inspectait l'épave du IL-2, Kouznetsov courut vers le Bf-109 et s’envola. Après avoir essuyé des tirs de chasseurs soviétiques, il put rentrer à sa base.

### Aéronefs comparables
EKW C-3603